# ميمي ماكفيرسن
ميمي ماكفيرسن (بالإنجليزية: Mimi Macpherson)‏ هي صانعة إعلانات ‏ وعالمة بيئة أسترالية، ولدت في 18 مايو 1967.

## وصلات خارجية
- ميمي ماكفيرسن على موقع IMDb (الإنجليزية)